# Jeffrey Shaw (écrivain)
Pour les articles homonymes, voir Jeffrey Shaw et Shaw.
Jeffrey Shaw est un écrivain canadien de langue bretonne. Il a publié trois romans en breton aux éditions Emgleo Breiz. 

## Œuvres
- Tan a zo krog en ti, 2001
- Eur vro nevez, 2002
- Daerou ar goueleh, 2004